# Castronuovo di Sant’Andrea
Castronuovo di Sant’Andrea – miejscowość i gmina we Włoszech, w regionie Basilicata, w prowincji Potenza. Według danych z 31 grudnia 2016 gminę zamieszkiwało 1044 osób.
W Castronuovo urodził się św. Andrzej Avellino (1521-1608) prezbiter z zakonu Teatynów.